# Ma vie rêvée !
Ma vie rêvée ! (Lucky in Love) est un téléfilm canadien réalisé par Kevin Fair et diffusé aux États-Unis le 5 avril 2014 sur Hallmark Channel.

## Synopsis
Lorsque les poissons d'avril de Mira se réalisent, la jeune femme obtient sa vie rêvée.

## Fiche technique
- Titre original : Lucky in Love
- Réalisation : Kevin Fair (en)
- Scénario : Talia Green et Nina Weinman
- Photographie : Kamal Derkaoui
- Musique : Michael Richard Plowman (en)
- Durée : 87 minutes
- Date de diffusion :
  -  France : 10 août 2015 sur TF1

## Distribution
- Jessica Szohr : Mira
- Ben Hollingsworth : Jonah
- Ryan Kennedy : Liam
- Peter Benson (en) : Michael
- Tara Wilson (actress) : Susan
- Vincent Tong (en) : Jerry
- Deidre Hall : Erin
- Matthew Kevin Anderson : Colin Carver
- Julia Benson : Sophie